# گرهارد ترامپوش
گرهارد ترامپوش (آلمانی: Gerhard Trampusch؛ زادهٔ ۱۱ اوت ۱۹۷۸) دوچرخه‌سوار اهل اتریش است.